# Петрушино (Великолукский район)
Петрушино — деревня в Великолукском районе Псковской области России. Входит в состав сельского поселения «Купуйская волость».
Расположена в центре района в 3 км к северо-востоку от волостного центра Купуй и в 16 км к югу от райцентра Великие Луки.

## Население
Численность населения по оценке на 2000 год составляла 5 жителей, на 2010 год — 7 жителей.